# NGC 3567-1
NGC 3567-1 is een lensvormig sterrenstelsel in het sterrenbeeld Leeuw. Het hemelobject werd op 13 april 1784 ontdekt door de Duits-Britse astronoom William Herschel. Het ligt in de buurt van NGC 3567-2

## Synoniemen
- UGC 6230
- MCG 1-29-11
- ZWG 39.51
- KCPG 276A
- PGC 34004